# Podarge des Philippines
Batrachostomus septimus
Espèce
Statut de conservation UICN

 LC  : Préoccupation mineure
Le Podarge des Philippines (Batrachostomus septimus) est une espèce d’oiseau de la famille des Podargidae.

## Répartition et sous-espèces
Selon la classification de référence du Congrès ornithologique international (15.1, 2025) il se répartit en trois sous-espèces :
- B. s. microrhynchus Ogilvie-Grant, 1895 — Luçon et Catanduanes ;
- B. s. menagei Bourns & Worcester, 1894 — Negros et Panay ;
- B. s. septimus Tweeddale, 1877 — Samar, Leyte, Bohol, Mindanao et Basilan.